# Kurzia sylvatica
Kurzia sylvatica là một loài rêu tản trong họ Lepidoziaceae. Loài này được (A. Evans) Grolle miêu tả khoa học lần đầu tiên năm 1973.